# Circuito di Baku

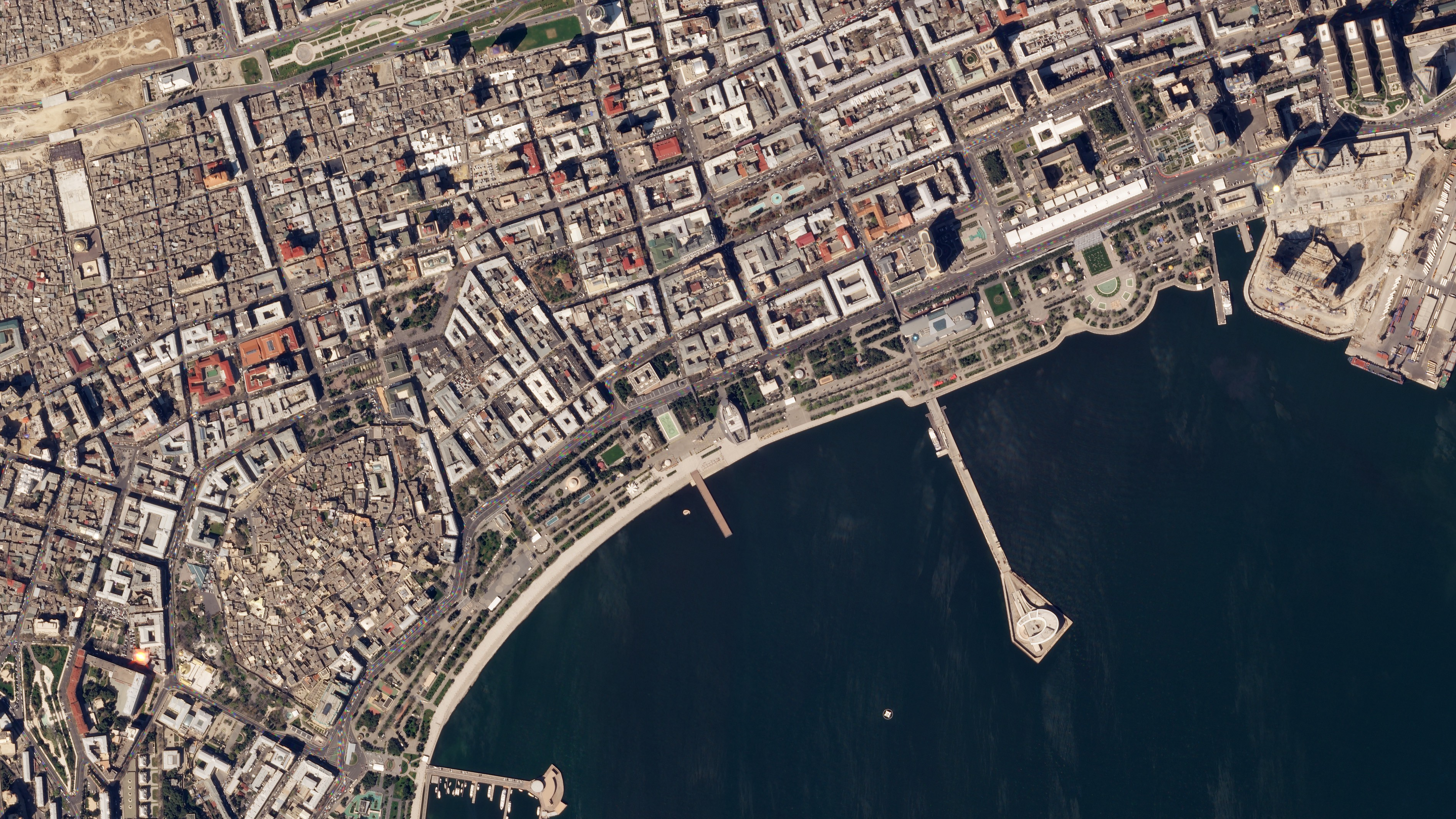
Il circuito di Baku visto dall'alto

Il circuito di Baku (in azero Bakı Şəhər Halqası, in inglese Baku City Circuit) è un circuito cittadino non permanente sito a Baku, capitale dell'Azerbaigian, nella zona della città vecchia. 
Il circuito, che viene affrontato in senso antiorario, è sede dal 2017 del Gran Premio d'Azerbaigian, dopo aver ospitato l'edizione 2016 del Gran Premio d'Europa.

## Storia

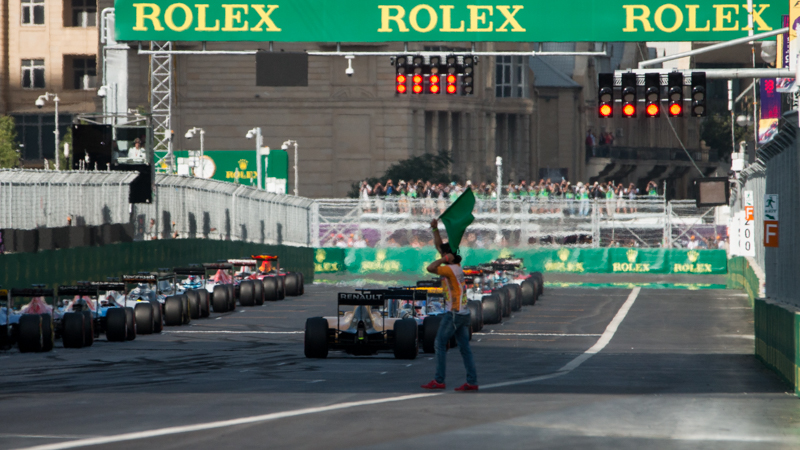
La partenza del Gran Premio d'Europa 2016 al circuito di Baku

Il circuito di Baku è stato presentato nell'ottobre del 2014 da Bernie Ecclestone e Azad Rahimov, ministro della gioventù e dello sport dell'Azerbaigian. Nonostante si sia parlato nel dicembre del 2013 di un possibile anticipo del Gran Premio alla stagione 2015 a causa di problemi contrattuali con gli organizzatori del Gran Premio di Corea, l'anno seguente la voce è stata smentita ed è stata confermata la stagione 2016 come debutto per il GP.
Al fine di permettere lo svolgimento delle gare, le strade su cui si snoda il tracciato hanno subito interventi di riammodernamento, come la sostituzione della pavimentazione di sampietrini con una superficie asfaltata.
Il Gran Premio viene definitivamente inserito nel calendario 2016 diramato dal Consiglio mondiale della FIA il 2 dicembre 2015. La decisione di correre il GP nel weekend del 18 e 19 giugno è stata aspramente criticata da una parte del mondo del Motorsport a causa della coincidenza con la celebre 24 ore di Le Mans, che significa la perdita di pubblico per la gara di durata e l'impossibilità per i piloti della massima serie di ripetere l'impresa di Nico Hülkenberg, vincitore dell'edizione 2015. Nonostante ciò Jean Todt, presidente della FIA, ha sostenuto la decisione presa dal consiglio definendola come "l'unica soluzione possibile".
L'orario di inizio del GP è stato confermato per le 18 locali anche da parte degli organizzatori, quindi un'ora dopo la fine della gara di Le Mans visto il fuso orario.
Gli organizzatori del Gran Premio, già al termine della stagione 2016, chiesero alla FIA di poter modificare la denominazione della gara in Gran Premio d'Azerbaigian, a partire dal 2017. La Federazione ha concesso il cambiamento del nome, andando quindi a sostituire la vecchia denominazione.

## Tracciato

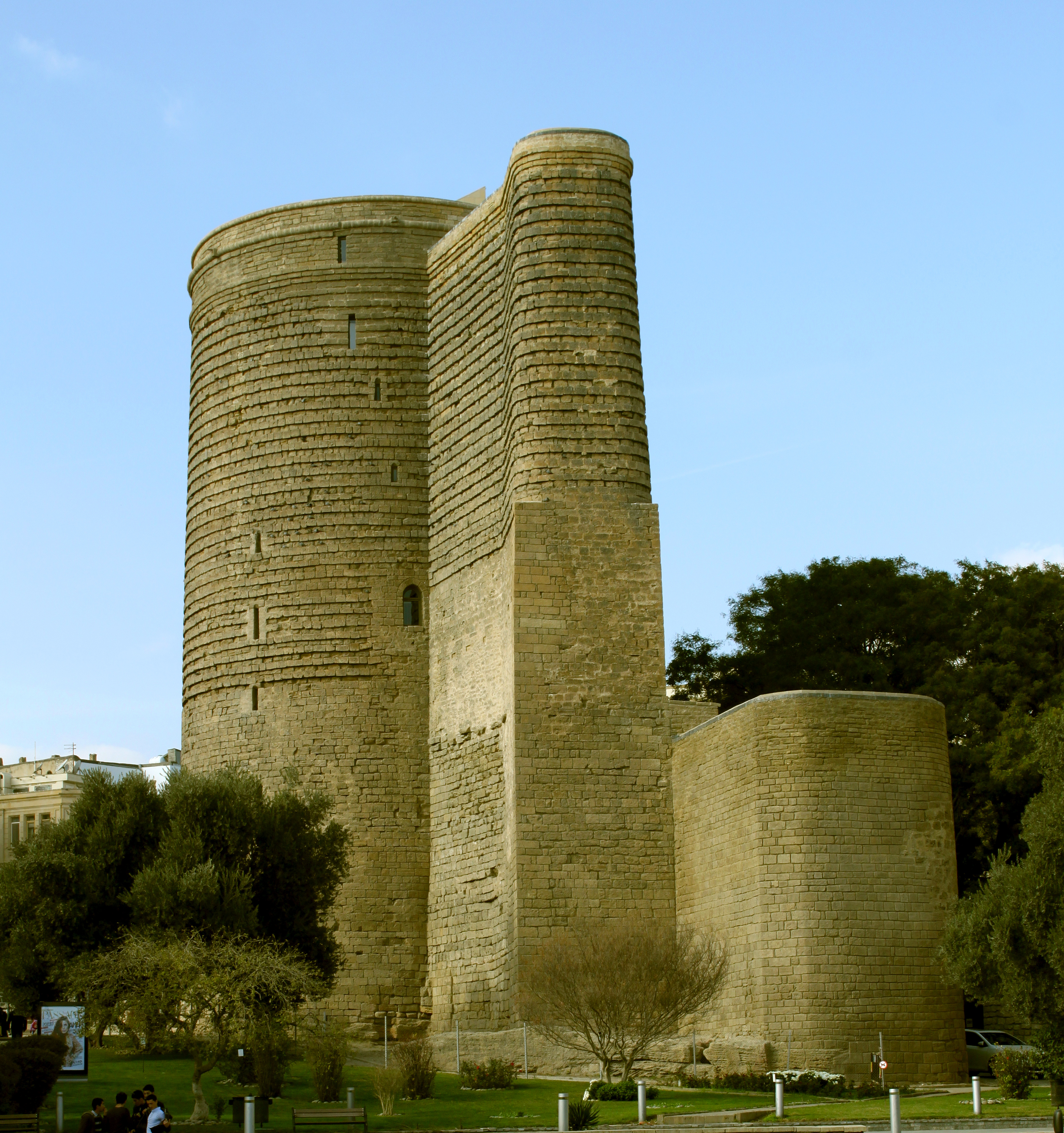
La Torre della Vergine, posta vicino alla curva 18

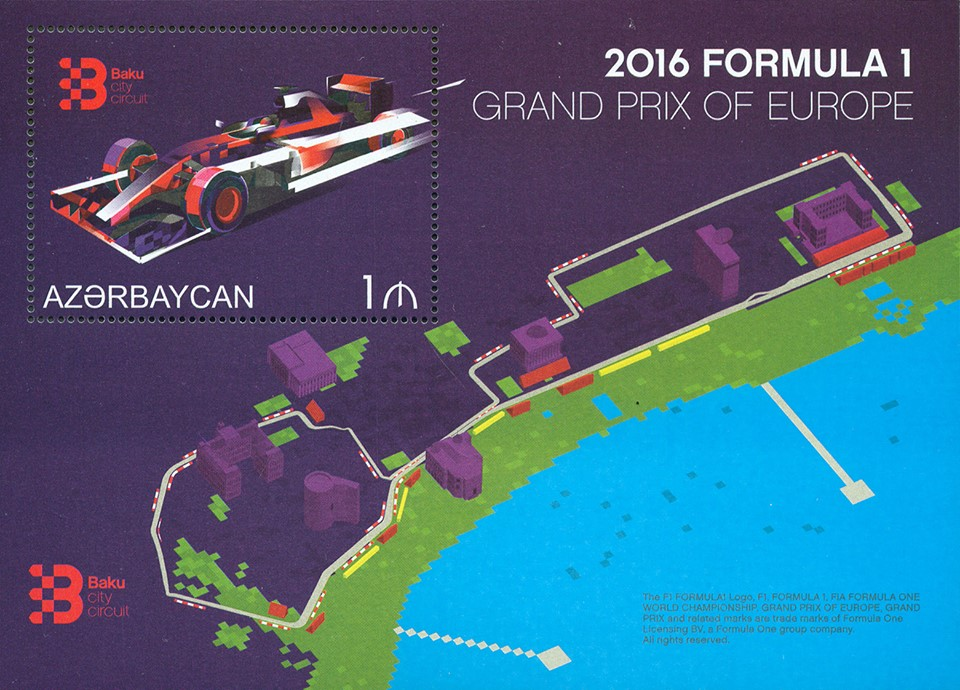
Francobollo celebrativo raffigurante il circuito

Il circuito è stato ricavato nelle strade della capitale in collaborazione con Hermann Tilke ed è stato studiato in modo da mostrare i migliori scenari di Baku a sfondo della gara. Il circuito è lungo 6.003 m (il quarto per lunghezza dopo quelli di Spa-Francorchamps, Jeddah e Las Vegas) e alterna tratti molto veloci a tratti più lenti. Il tracciato è quasi interamente sotto il livello del mare.
Il rettilineo dei box, che si snoda sul lungolago, è lungo 2,2 km, il doppio dei 1.100 m di Monza, ed è preceduto anche da un tratto con curve da affrontare in pieno che permetterà alle vetture di raggiungere velocità molto elevate. La velocità massima registrata dalla FIA finora raggiunta è stata effettuata da Valtteri Bottas (Williams) con 366,1 km/h nel 2016.
Le prime curve, dalla 1 alla 7, sono curve a 90°, mentre più particolare è l'anello che circonda la città vecchia, caratterizzato dalle curve 8, 9 e 10 la cui sede stradale è larga poco più di 7 metri, tipiche dei circuiti cittadini. Questo punto del circuito è stato soggetto a diverse critiche per il rischio di "imbottigliamento" che si potrebbe creare a seguito di contatti o guasti.
I team dovranno quindi trovare il giusto compromesso nel setting delle monoposto per mantenere la velocità in rettilineo e mantenere gestibile la vettura in curve così strette. Anche lo stesso Tilke ha commentato il circuito dichiarando: 
Il record assoluto del circuito è di 1'40"203 stabilito da Charles Leclerc su Ferrari nelle qualifiche del Gran Premio d'Azerbaigian 2023.

## Albo d'oro della Formula 1
| Anno | Pilota           | Scuderia      |
| ---- | ---------------- | ------------- |
| 2016 | Nico Rosberg     | Mercedes      |
| 2017 | Daniel Ricciardo | Red Bull      |
| 2018 | Lewis Hamilton   | Mercedes      |
| 2019 | Valtteri Bottas  | Mercedes      |
| 2020 | Non disputato    | Non disputato |
| 2021 | Sergio Pérez     | Red Bull      |
| 2022 | Max Verstappen   | Red Bull      |
| 2023 | Sergio Pérez     | Red Bull      |
| 2024 | Oscar Piastri    | McLaren       |

### Vittorie per pilota
| vittorie | pilota           | anno(i)/vettura               |
| -------- | ---------------- | ----------------------------- |
| 2        | Sergio Pérez     | 2021/Red Bull - 2023/Red Bull |
| 1        | Nico Rosberg     | 2016/Mercedes                 |
| 1        | Daniel Ricciardo | 2017/Red Bull                 |
| 1        | Lewis Hamilton   | 2018/Mercedes                 |
| 1        | Valtteri Bottas  | 2019/Mercedes                 |
| 1        | Max Verstappen   | 2022/Red Bull                 |
| 1        | Oscar Piastri    | 2024/McLaren                  |

### Vittorie per scuderia
| vittorie | team     | anno(i)/pilota                                                                      |
| -------- | -------- | ----------------------------------------------------------------------------------- |
| 4        | Red Bull | 2017/Daniel Ricciardo - 2021/Sergio Pérez - 2022/Max Verstappen - 2023/Sergio Pérez |
| 3        | Mercedes | 2016/Nico Rosberg - 2018/Lewis Hamilton - 2019/Valtteri Bottas                      |
| 1        | McLaren  | 2024/Oscar Piastri                                                                  |